# Louis-Paul Cailletet

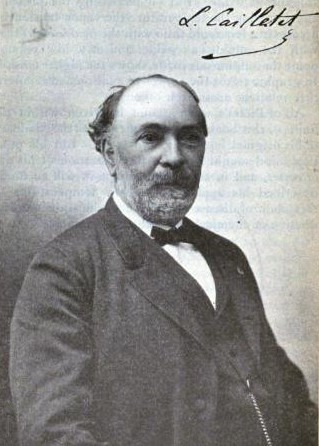
Louis Paul Cailletet

Louis Paul Cailletet [lwi pol kaj(ə)tɛ] (ur. 21 września 1832 w Châtillon-sur-Seine zm. 5 stycznia 1913 w Paryżu), francuski fizyk, członek Akademii Nauk, badacz m.in. zjawisk termodynamicznych; jako pierwszy skroplił dwutlenek węgla i tlen.

## Życiorys
Do szkół uczęszczał w Châtillon-sur-Seine i w Paryżu, studiował w École des mines. Równolegle do własnych poszukiwań badawczych pracował u boku ojca, specjalisty w dziedzinie metalurgii. Własne laboratorium prowadził w Châtillon-sur-Seine.
Louis Cailletet zajmował się ściśliwocią gazów. W roku 1877 skroplił dwutlenek azotu, a także jako pierwszy skroplił tlen, wodór, powietrze. Inną metodą niż posłużył się Raoul Pictet, stosując efekt Joule’a-Thomsona, produkował krople płynnego tlenu. Tlen jest równocześnie schładzany i kompresowany. Za swoje osiągnięcia otrzymał w następnym roku medal Royal Society. W roku 1884 został członkiem Francuskiej Akademii Nauk. Cailletet zajmował się też właściwościami fizycznymi i chemicznymi żelaza. Jego odkrycia stały się podstawą rozwoju nowoczesnego przemysłu obróbki na zimno, kriogeniki i wysokich ciśnień. Wśród zastosowań jego odkryć znajdują się: konserwacja żywności i konserwacji organów, banki spermy, przemysł metalurgiczny, podbój kosmosu (dzięki sprężonemu powietrzu do zasilania rakiet.